# Paramyia flagellomera
Paramyia flagellomera är en tvåvingeart som beskrevs av Papp 2001. Paramyia flagellomera ingår i släktet Paramyia och familjen sprickflugor.
Artens utbredningsområde är Filippinerna. Inga underarter finns listade i Catalogue of Life.